# Megalochlamys marlothii
Megalochlamys marlothii là một loài thực vật có hoa trong họ Ô rô. Loài này được (Engl.) Lindau mô tả khoa học đầu tiên năm 1899.